# Lucius Veturius (Eques)

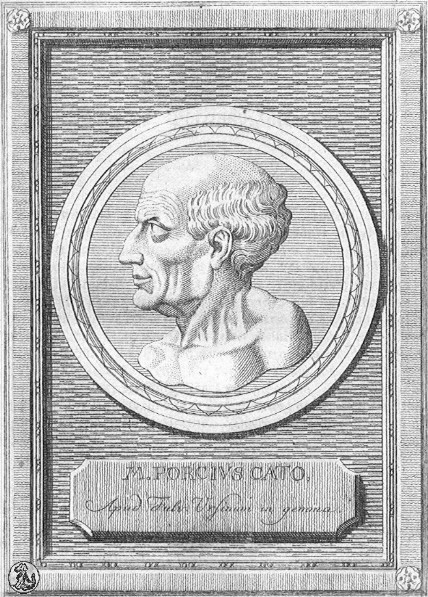
Marcus Porcius Cato entzog in seiner Laufbahn als Censor mehreren Rittern aufgrund von Verfehlungen das Staatspferd

Lucius Veturius war ein römischer Ritter (Eques) aus der gens der Veturier, der im 2. Jahrhundert v. Chr. lebte. Er war vielleicht ein Enkel des Lucius Veturius Philo, der 220 v. Chr. das Konsulat ausgeübt hatte.
Im Jahr 184 v. Chr. wurde ihm anlässlich der wiederkehrenden Reitermusterung (equitum census oder recognitio equitum) von Cato vorgeworfen, religiöse Opferhandlungen vernachlässigt zu haben. Außerdem wurde dem Ritter vorgehalten, für den aktiven Reitdienst im römischen Heer aufgrund seiner Korpulenz untauglich zu sein.
Die körperliche Konstitution eines Ritters konnte grundsätzlich den Einspruch der Censoren auslösen. Wirkte der Betroffene bei der Musterung zu beleibt oder anderweitig behindert, um für den Einsatz als Reiter brauchbar zu sein, konnte das eine Verabschiedung aus dem Militärdienst und damit einhergehend die Entziehung des staatlichen Reitpferds bedeuten. Weitere Nachteile entstanden dem Betroffenen grundsätzlich hieraus nicht, da das unverschuldete körperliche Unvermögen nicht als unehrenhaftes Verhalten angesehen wurde und damit keine censorische Rüge (nota censoria) mit einem Listenvermerk (nota) zur Folge hatte.
Im Fall des von Cato monierten Lucius Veturius, der ihm dessen Feistheit jedoch aufgrund seiner zügellosen und damit ehrenrührigen Lebensweise vorhielt, kann von einem ehrmindernden Verweis ausgegangen werden.
Außer der Rückforderung des Reitpferds (adimere equum), die durch die rügende censorische Spruchformel „Vende equum“ ausgesprochen wurde, sind in der unvollständig erhaltenen Begründungsrede des Cato keine weitere Konsequenzen überliefert worden.